# Direrov Nosorog
Direrov Nosorog je uobičajeni naziv za drvorez nemačkog slikara i grafičara Albrehta Direra iz 1515. godine. Slika je zasnovana na pisanom opisu i skici indijskog nosoroga koji je stigao u Lisabon te iste 1515, a čiji je autor nepoznati umetnik. Direr nikada nije video dotičnog nosoroga koji je bio prvi živi primerak ove vrste viđen u Evropi još od rimskog doba. Krajem 1515, kralj Portugala Manuel I poslao je ovu životinju kao poklon papi Lavu X, ali je ona stradala u brodolomu kraj obala Italije početkom 1516. godine. Živi nosorog nije ponovo viđen u Evropi sve dok drugi primerak, pod imenom Abada, nije stigao iz Indije na dvor Sebastijana Portugalskog 1577. godine; ovu životinju je nasledio Filip II oko 1580.
Direrov drvorez ne daje sasvim tačan prikaz nosoroga. On prikazuje životinju sa teškim pločama koje joj prekrivaju telo kao slojevi oklopa, sa ogrlicom oko vrata, čvrstim grudnim oklopom i nitnama duž šavova. Na leđima ima mali uvrnuti rog, noge su prekrivene krljuštima, a zadnji kraj je u obliku testere. Nijedna od ovih karakteristika nije prisutna kod pravog nosoroga, iako indijski nosorog ima debele nabore na koži, što može izdaleka izgledati kao oklop. Uprkos svojim anatomskim netačnostima, Direrov drvorez je postao veoma popularan u Evropi i često je kopiran u naredna tri veka. Zapadnjaci su krajem XVIII veka mislili da tako izgleda pravi nosorog. Na kraju su ga zamenili realističniji crteži i slike, naročito nosoroga Klare, koja je obilazila Evropu '40-ih i '50-ih godina XVIII veka. Za ovaj Direrov drvorez se kaže da "verovatno nijedna druga slika životinje nije imala tako dubok uticaj na umetnost kao ova".

## Nosorog
Dvadesetog maja 1515. godine, jedan indijski nosorog je stigao u Lisabon sa Dalekog istoka. Početkom 1514, Afonso de Albukerk, guverner Portugalske Indije, poslao je ambasadore kod sultana Muzafara Šaha II, vladara Kambeja (današnji Gudžarat), da zatraže dozvolu za izgradnju utvrđenja na ostrvu Diu. Misija se vratila bez postignutog dogovora, ali su razmenjeni diplomatski pokloni među kojima je bio i nosorog. U to vreme, vladari različitih zemalja povremeno su jedni drugima slali egzotične životinje koje su se držale u zverinjaku. Nosorog je već bio navikao na zatočeništvo. Albukerk je odlučio da ovog nosoroga, na gudžarati jeziku poznatog pod nazivom genda, i njegovog čuvara indijca po imenu Ocem, prosledi kralju Manuelu I od Portugala. Nosorog je dopremljen brodom Nossa Senhora da Ajuda, koji je isplovio iz Goe u januaru 1515. Brod kojim je upravljao Fransisko Pereira Kutinjo, zajedno sa dva prateća broda, pri čemu su svi bili natovareni egzotičnim začinima, zaplovili su Indijskim okeanom, oko Rta dobre nade i na sever preko Atlantika, zaustavljajući se nakratko u Mozambiku, na Svetoj Jeleni i Azorskim ostrvima.
Posle relativno kratkog putovanja od 120 dana, nosorog je konačno iskrcan u Portugalu, u blizini mesta gde je bila u toku izgradnja manuelskog tornja Belem. Ovaj toranj je kasnije ukrašen gargojlima u obliku glava nosoroga ispod konzola. Nosorog nije bio viđen u Evropi još od rimskog doba: bio je neka vrsta mitske zveri, u bestijariumima je ponekad bio smeštan zajedno sa jednorogom, tako da je dolazak živog primerka izazvao senzaciju. U kontekstu renesanse, to je bio jedan primerak klasične antike koji je ponovo otkriven, poput statue ili zapisa.
Životinju su proučavali i naučnici i radoznalci, a pisma u kojima se opisuje ovo fantastično stvorenje slana su dopisnicima širom Evrope. Najstarija poznata slika ove životinje je ilustracija za poemu Firentinca Đovanija Đakoma Penija, koja je objavljena u Rimu 13. jula 1515, manje od osam nedelja po dolasku nosoroga u Lisabon. Jedini poznati primerak originalne objavljene poeme čuva se u Institucion Colombina u Sevilji.
Nosorog je smešten u menažeriju kralja Manuela u palati Ribeira u Lisabonu, odvojeno od slonova i ostalih velikih zveri koje su se nalazile u palati Estaus. U nedelju 3. juna, na Dan Svete Trojice, Manuel je organizovao borbu nosoroga sa jednim mladim slonom iz svoje kolekcije, kako bi proverio navode Plinija Starijeg da su slon i nosorog ljuti neprijatelji. Po izlasku na borilište, nosorog je polako i odlučno krenuo prema svom protivniku, a slon je, nenaviknut na bučnu publiku koja je prisustvovala spektaklu, u panici pobegao pre nego što je razmenjen ijedan udarac.
Manuel je odlučio da nosoroga pokloni papi Lavu X, koji je bio poreklom iz loze Mediči. Portugalski kralj je hteo da se dodvori papi, kako bi zadržao papsko odobrenje za ekskluzivno posedovanje novih zemalja koje je njegova mornarica otkrivala na Dalekom istoku nakon što je Vasko da Gama 1498. godine otkrio pomorski put za Indiju. Godinu dana pre toga, papi se veoma svideo jedan drugi Manuelov poklon, beli slon koji je takođe bio iz Indije, kog je papa nazvao Hano. Zajedno sa ostalim dragocenim poklonima, srebrnim tanjirima i začinima, nosorog je, sa novom ogrlicom od zelenog baršuna ukrašenom cvećem, krenuo u decembru 1515. godine na put iz Tahoa u Rim. Brod je početkom 1516. prošao blizu Marselja i francuski kralj Fransoa I, koji se vraćao iz Provanse, zatražio je da vidi nosoroga. Portugalski brod se nakratko zaustavio na jednom ostrvu kraj Marselja, gde je nosorog iskrcan 24. januara da bi ga kralj video.
Nakon što je nastavio putovanje, brod je potopljen u iznenadnoj oluji dok je prolazio kroz uske prolaze Portovenerea, severno od La Specije na obali Ligurije. Nosorog, koga su bili vezali lancima i pričvrstili za palubu da bi ga držali pod kontrolom, nije mogao da otpliva na sigurno i udavio se. Telo mu je pronađeno u blizini Viljfranša, a koža vraćena u Lisabon, gde je preparirana. Neki izveštaji kažu da je preparirana koža poslata u Rim, gde je stigla 1516. godine, kako bi bila izložena impagliato („napunjeno slamom“ na italijanskom), mada takav postupak ne bi bio u skladu sa metodama taksidermije iz XVI veka, koje su još uvek bile primitivne. Ako je preparirani nosorog zaista stigao u Rim, njegova dalja sudbina ostaje nepoznata: možda su ga Medičijevi prebacili u Firencu ili je uništen u pljački Rima 1527. godine. U svakom slučaju, u Rimu nije došlo do senzacije kakvu je nosorog izazvao u Lisabonu, mada su ga na svojim slikama prikazali Đovani da Udine i Rafaelo.

## Direrov drvorez
Valentim Fernandes, moravski trgovac i štampar, video je nosoroga u Lisabonu, neposredno pošto je stigao tamo i dao njegov opis u biltenu upućenom juna 1515. godine Nirnberškoj zajednici trgovaca. Originalni dokument na nemačkom jeziku nije sačuvan, ali se njegov transkript na italijanskom čuva u Nacionalnoj centralnoj biblioteci u Firenci. Drugo pismo nepoznatog autora je otprilike u isto vreme poslato iz Lisabona u Nirnberg i sadržalo je skicu nepoznatog umetnika. Direr, koji je bio upoznat sa portugalskom zajednicom faktorije u Antverpenu, video je drugo pismo i skicu u Nirnbergu. Napravio je crtež perom i odštampao njegov obrnuti odraz.
Zapis na drvorezu, oslanjajući se pretežno na Plinijev izveštaj, u slobodnom prevodu sa nemačkog glasi: 
| „ | Prvog maja 1513, moćni kralj Portugala, Manuel od Lisabona, doneo je jednu živu životinju iz Indije zvanu nosorog. Ovo je njegov tačan opis. Boje je kao pegava kornjača i skoro je u potpunosti prekriven debelom krljušti. Veličine je slona, ali ima kraće noge i skoro da je neranjiv. Ima snažan zašiljeni rog na vrhu nosa, koji oštri na kamenju. Smrtni je neprijatelj slona. Slon se plaši nosoroga, jer, kad se sretnu, nosorog napada sa glavom između svojih prednjih nogu i ubada slona u stomak, od čega ovaj ne može da se brani. Nosorog je tako dobro naoružan da slon ne može da mu naudi. Kažu da je brz, plahovit i lukav. | ” |

Direrov drvorez nije veran prikaz ove životinje. Masivne ploče prekrivaju telo nosoroga kao slojevi oklopa, oima okovratnik, čvrst grudni oklop i nitne duž šavova. Na leđima ima mali spiralni rog, noge su mu prekrivene krljuštima, a zadnji deo oklopa mu je u obliku testere. Nijedna od ovih karakteristika nije prisutna kod pravog nosoroga. Moguće je da su nosorogu specijalno napravili oklop za borbu protiv slona u Portugalu i da je Direr, u stvari, na slici prikazao životinju sa oklopom. Druga mogućnost je da Direrov „oklop“ u stvari predstavlja debele nabore kože indijskog nosoroga ili kao u slučaju drugih netačnosti, jednostavno može biti u pitanju Direrova pogreška ili kreativni dodatak. Umetnik je takođe nacrtao ljuskavu teksturu tela životinje, uključujući i „oklop“. Ovo je možda Direrov pokušaj da prikaže grubu, gotovo bezdlaku kožu indijskog nosoroga, koja ima izbočine nalik bradavicama koje mu prekrivaju gornje delove nogu i ramena. S druge strane, ovakva tekstura može predstavljati dermatitis nastao u zatočeništvu tokom četvoromesečnog nosorogovog putovanja brodom iz Indije u Portugal. 
Drugi drvorez je napravio Hans Burgkmair u Augsburgu, otprilike u isto vreme kao i Direr u Nirnbergu. Burgkmair se dopisivao s trgovcima u Lisabonu i Nirnbergu, ali nije jasno da li je imao pristup pismu ili skici kao što je to imao Direr, možda čak i Direrovi izvori, ili je životinju video lično u Portugalu. Na njegovoj slici, koja je približnija realnoj, izostavljeni su Direrovi nerealistični dodaci, a prikazani su okovi i lanac kojima je nosorog bio vezan; međutim, Direrov drvorez ima veću snagu i pomračio je popularnost Burgkmairovog. Sačuvan je samo jedan otisak (primerak) Burgkmairove slike, dok je Direrovih sačuvano mnogo. Direr je 1515. godine napravio prvo izdanje svog drvoreza, u prvom stanju, koje se razlikuje samo u pet redova teksta u zaglavlju. Nakon Direrove smrti, 1528. godine, usledili su mnogi novi otisci, uključujući i dva nastala '40-ih godina XVI veka i još dva u drugoj polovini XVI veka. Kasniji otisci sadrže šest redova teksta. 
Ploča je prešla u ruke amsterdamskog štampara i kartografa Villema Jansena (poznatog i pod imenom Vilem Blau). Tada je već bila veoma oštećena; ivice su bile iskrzane, napravile su se brojne rupe od crva i imala je izraženu pukotinu na nogama nosoroga. Jansen je odlučio da napravi reizdanje ploče sa dodatkom nove ploče za nijansiranje štampane u različitim bojama, maslinasto-zelenoj i tamnozelenoj, kao i plavo-sivoj. Novodobijeni kjaroskuro drvorez, na kome je tekst u potpunosti izostavljen, objavljen je nakon 1620. godine Postoji jedan primerak ovoga u Britanskom muzeju. Ovo je bilo sedmo od osam izdanja u svim otiscima.
Uprkos greškama, slika je bila veoma popularna i smatrana je za veran prikaz nosoroga sve do kraja XVIII veka. Direr je možda to predvideo i namerno izabrao da napravi drvorez, umesto preciznije i detaljnije gravure, jer je jeftiniji za proizvodnju i moguće je štampati više primeraka. Slike izvedene iz njega uključene su u prirodnjačke tekstove, kao što su Cosmographiae Sebastijana Minstera (1544), Historiae Animalium Konrada Gesnera (1551), Histoire of Foure-footed Beastes Edvarda Topsela (1607) i mnogi drugi. Nosoroga, koji je očigledno bio zasnovan na Direrovom drvorezu, izabrao je Alesandro de Mediči za svoj amblem juna 1536. godine, sa motom "Non vuelvo sin vencer" ("Ne vraćam se bez pobede" na starošpanskom). Skulptura nosoroga zasnovana na Direrovoj slici postavljena je u podnožju obeliska od 21 metra koji je dizajnirao Žan Gužon i koji je podignut ispred Crkve groba u ulici Sen Deni u Parizu 1549. godine, za kraljevski ulaz u čast dolaska novog kralja Francuske Anrija II. Sličan nosorog, u reljefu, ukrašava jedna od bronzanih zapadnih vrata katedrale u Pizi. Nosorog je prikazan na brojnim drugim slikama i skulpturama i postao je popularna porcelanska dekoracija. Popularnost netačne Direrove slike ostala je neumanjena uprkos tome što je jedan indijski nosorog proveo osam godina u Madridu od 1580. do 1588. godine (mada ima malo primeraka otiska madridskog nosoroga koga je nacrtao Filip Gal u Antverpenu 1586, kao i njegovih kopija, sačuvano) i uprkos tome što je jedan drugi nosorog prikazan u Londonu vek kasnije, od 1684–86, kao i još jedan posle 1739.
Prestiž Direrove slike i njenih kopija opao je u drugoj polovini XVIII veka, kada je više primeraka živih nosoroga pristiglih u Evropu prezentovano radoznaloj javnosti i kada su počeli da se pojavljuju njihovi verniji prikazi. Žan-Baptist Odri je 1749. godine naslikao portret nosoroga Klare u prirodnoj veličini, a Džordž Stabs je uradio veliki portret nosoroga u Londonu oko 1790. godine. Obe ove slike su bile tačnije od Direrovog drvoreza, a realističnija koncepcija nosoroga postepeno je počela da zamenjuje Direrovu sliku u mašti ljudi. Konkretno, Odrijeva slika je bila inspiracija za sliku u Bufonovom enciklopedijskom delu Histoire naturelle i vrlo često je kopirana. Godine 1790, u putopisu Džejmsa Brusa Putovanja radi otkrivanja izvora Nila, odbačeno je Direrovo delo kao "izvanredno loše urađeno u svim segmentima" i kao "izvor svih monstruoznih oblika u kojima je ova životinja slikana od tada". Uprkos tome, Brusova ilustracija afričkog belog nosoroga, koji se primetno razlikuje izgledom od indijskog nosoroga, i dalje ima upadljive netačnosti kao i Direrov rad. Semiotičar Umberto Eko tvrdi (donoseći ideju iz dela E.H. Gombriha, Umetnost i iluzija: Studija psihologije slikovnog predstavljanja, iz 1961) da su Direrove „krljušti i preklapajuće ploče“ postali neophodan elemenat prikazivanja ove životinje, čak i onima koji možda su znali bolje, jer su "znali da samo ovi konvencionalni grafički znakovi mogu označavati «nosoroga» za osobu koja tumači ikonični znak." On takođe primećuje da je koža nosoroga grublja nego što se vizuelno čini i da ploče i krljušti donose tu nevizuelnu informaciju u određenoj meri.
Do kasnih 1930-ih, Direrova slika se pojavljivala u školskim udžbenicima u Nemačkoj kao veran prikaz nosoroga; a njen snažan umetnički uticaj i dalje je prisutan. Slika je bila i jedna od inspiracija Salvadora Dalija; reprodukcija ovog drvoreza je stajala u njegovoj kući u detinjstvu i on koristi ovu sliku u nekoliko svojih dela.

## Istorijat prodaje
Malo je otisaka ovog inače veoma popularnog dela sačuvano, a otisci prvog izdanja su veoma retki. Lep primerak prodat je u Kristiju u Njujorku, 2013. godine, za 866.500 dolara, postavljajući pritom novi aukcijski rekord za dela ovog umetnika.

## Literatura
- Bedini, Silvano A. (1997). The Pope's Elephant. Manchester: Carcanet Press. ISBN 1-85754-277-0. (naročito Poglavlje 5 - "The Ill-Fated Rhinoceros")
- Clarke, T. H. (1986). The Rhinoceros from Dürer to Stubbs: 1515–1799. London: Sotheby's Publications. ISBN 0-85667-322-6.  (naročito Poglavlje 1 - „The first Lisbon or 'Dürer Rhinoceros' of 1515")
- Kol, F.Dž. (Frensis Džozef), "Istorija Nosoroga Albrehta Direra u zoološkoj literaturi", esej u Underwood, E. Ashworth (ed.), Science, Medicine and History: Essays on the Evolution of Scientific Thought and Medical Practice, Written in Honour of Charles Singer, Volume 1 (Oxford University Press, 1953), pp. [337]-356, plates 23-31.
- Goldman, Paul (2012). Master Prints: Close-Up. British Museum. ISBN 978-0714126791.
- Ovaj članak je prvobitno zasnovan na prevodu dela članka iz Francuske Vikipedije, datiranog 18.07.2006.

## Dodatna literatura
- David Quammen (2000), The Boilerplate Rhino: Nature in the Eye of the Beholder, Scribner,  0-684-83728-5 (particularly p. 201–209, The Boilerplate Rhino, previously published in this "Natural Acts" column in Outside magazine, June 1993)
- The Story of Süleyman. Celebrity Elephants and other exotica in Renaissance Portugal, Annemarie Jordan Gschwend, Zurich, Switzerland, (2010)  978-1-61658-821-2

## Spoljašnje veze
- BBC audio fajl Istorija sveta u 100 predmeta
- Slike Nosoroga Albrehta Direra